# NXT: New Year’s Evil (2023)
NXT: New Year’s Evil (2023) – specjalny odcinek cotygodniowego programu NXT. Odbył się 10 stycznia 2023 w WWE Performance Center w Orlando w stanie Floryda. Emisja była przeprowadzana na żywo za pośrednictwem USA Network.
W odcinku odbyło się sześć walk. W walce wieczoru, odbył się 20-osobowy Battle Royal o miano pretendentki do NXT Women’s Championship na NXT Vengeance Day, który wygrały Gigi Dolin i Jacy Jayne. W innych ważnych walkach, Bron Breakker pokonał Graysona Wallera przez wyliczenie pozaringowe i zachował NXT Championship, Gallus (Mark Coffey i Wolfgang) pokonali Pretty Deadly (Eltona Prince’a i Kita Wilsona), Edrisa Enofé i Malika Blade’a oraz „The Rockers”, zostając pretendentami do NXT Tag Team Championship oraz Dijak pokonał Tony’ego D’Angelo, zostając pretendentem do NXT North American Championship, także na Vengeance Day.

## Produkcja i rywalizacje
NXT: New Year’s Evil oferowało walki profesjonalnego wrestlingu z udziałem wrestlerów należących do brandu NXT. Wyreżyserowane rywalizacje (storyline’y) były kreowane podczas cotygodniowych gal NXT. Wrestlerzy są przedstawieni jako heele (negatywni, źli zawodnicy i najczęściej wrogowie publiki) i face’owie (pozytywni, dobrzy i najczęściej ulubieńcy publiki), którzy rywalizują pomiędzy sobą w seriach walk mających budować napięcie. Kulminacją rywalizacji jest walka wrestlerska lub ich seria.

### Bron Breakker vs. Grayson Waller
Na Deadline, Grayson Waller wygrał inauguracyjny męski Iron Survivor Challenge, stając się tym samym pretendentem do mistrzostwa NXT. Później tej nocy, po tym, jak Bron Breakker zachował tytuł, Waller zaatakował Breakkera. Następnego dnia ogłoszono, że Waller otrzyma walkę o tytuł przeciwko Breakkerowi na New Year’s Evil.

### 20-osobowy Battle Royal
3 stycznia na odcinku NXT, Toxic Attraction (Gigi Dolin i Jacy Jayne) ogłosiły rok 2023 swoim rokiem i chciały walczyć o mistrzostwo kobiet NXT Roxanne Perez. Później szatnia kobiet NXT zaczęła się bić, zanim Perez ogłosiła 20-osobowy Battle Royal na New Year’s Evil, w którym zwyciężczyni zmierzy się z Perez o tytuł na NXT Vengeance Day.

### Gauntlet match
Na Deadline, The New Day (Kofi Kingston i Xavier Woods) pokonali Pretty Deadly (Eltona Prince’a i Kita Wilsona) i zdobyli NXT Tag Team Championship. 20 grudnia na odcinku NXT, Kingston i Woods zgodzili się dać Wilsonowi i Prince’owi rewanż, jeśli znajdą wszystko na liście. Na odcinku z 3 stycznia 2023 roku, Wilson i Prince oświadczyli, że podczas New Year’s Evil wezmą udział w Gauntlet matchu, aby wyłonić pretendentów do tytułów.

### Dijak vs. Tony D’Angelo
27 grudnia 2022 na odcinku NXT, Tony D’Angelo przegrał walkę o mistrzostwo Ameryki Północnej NXT po interwencji Dijaka. W następnym tygodniu, zaplanowano walkę pomiędzy Dijakiem i D’Angelo na New Year’s Evil, w którym zwycięzca będzie pretendentem do tytułu na Vengeance Day.

### Charlie Dempsey vs. Hank Walker
27 grudnia 2022 roku na odcinku NXT, Drew Gulak dał Hankowi Walkerowi lekcję wrestlingu, ucząc go, jak chwytać się i poddawać dwóch zawodników, gdy Walker patrzył, stwierdzając, że gdy przeciwnik się podda, musi natychmiast zwolnić chwyt. Ostatni zawodnik, Myles Borne, dał Gulakowi większy opór i jako taki Gulak nie zwolnił uścisku po poddaniu Borne’a, co spowodowało rozdzielenie Gulaka. To również przyciągnęło Charliego Dempseya, który zorganizował mecz między nim a Walkerem. Jednak w następnym tygodniu, Dempsey nie uzyskał zgody lekarskiej na udział w walce, a po tym, jak Gulak wygrał swpją walkę, Dempsey ujawnił, że zmierzy się z Walkerem na New Year’s Evil.

### Jinder Mahal vs. Julius Creed
25 października 2022 roku na odcinku NXT, Indus Sher (Sanga i Veer Mahaan) skonfrontowali się z The Creed Brothers (Brutus Creed i Julius Creed). Na odcinku z 27 grudnia, po tym jak Julius wygrał swoją walkę, Indus Sher ponownie skonfrontowali się z The Creed Brothers i wyzwali ich na pojedynek na New Year’s Evil, na co The Creed Brothers się zgodzili.

## Wyniki walk
| Nr                                 | Wyniki | Stypulacje                                                                                    | Czas  |
| ---------------------------------- | --- | --------------------------------------------------------------------------------------------- | ----- |
| 1                                  | Dijak pokonał Tony’ego D’Angelo (z Channingiem "Stacks" Lorenzo) poprzez pinfall                                                                                                  | Singles match o miano pretendenta do NXT North American Championship na NXT Vengeance Day     | 10:04 |
| 2                                  | Gallus (Mark Coffey i Wolfgang) pokonali Pretty Deadly (Eltona Prince’a i Kita Wilsona), Edrisa Enofé i Malika Blade’a oraz „The Rockers” (Jimmy’ego Jacksona i Briana Williamsa) | Gauntlet match o miano pretendentów do NXT Tag Team Championship                              | 9:36  |
| 3                                  | Bron Breakker (c) pokonał Graysona Wallera przez wyliczenie pozaringowe | Singles match o NXT Championship                                                              | 12:22 |
| 4                                  | Charlie Dempsey pokonał Hanka Walkera (z Drew Gulakiem) poprzez submission | Singles match                                                                                 | 4:34  |
| 5                                  | Jinder Mahal (z Sangą) pokonał Juliusa Creeda poprzez pinfall | Singles match                                                                                 | 9:52  |
| 6                                  | Gigi Dolin i Jacy Jayne wspólnie wygrały walkę, eliminując się nawzajem jako ostatnie                                                                                             | 20-osobowy Battle Royal o miano pretendentki do NXT Women’s Championship na NXT Vengeance Day | 13:17 |
| (c) – mistrz/mistrzyni przed walką | |                                                                                               |       |

### Gauntlet match
| Nr eliminacji | Wrestler                        | Drużyna                                        | Nr wejścia | Wyeliminowani przez                       | Metoda eliminacji                                      | Czas |
| ------------- | ------------------------------- | ---------------------------------------------- | ---------- | ----------------------------------------- | ------------------------------------------------------ | ---- |
| 1             | Jimmy Jackson                   | „The Rockers” (Jimmy Jackson i Brian Williams) | 2          | Pretty Deadly (Kit Wilson i Elton Prince) | Przypięty po otrzymaniu Spilled Milk                   | 0:30 |
| 2             | Malik Blade                     | Malik Blade i Edris Enofé                      | 3          | Pretty Deadly (Kit Wilson i Elton Prince) | Przypięty ruchem roll-up                               | 8:25 |
| 3             | Elton Prince                    | Pretty Deadly (Kit Wilson i Elton Prince)      | 1          | Gallus (Mark Coffey i Wolfgang)           | Przypięty po otrzymaniu kombinacji enzuigiri/body slam | 9:36 |
| Zwycięzcy     | Gallus (Mark Coffey i Wolfgang) | Gallus (Mark Coffey i Wolfgang)                | 4          | –                                         | –                                                      | 9:36 |